# Elshieshields Tower
Elshieshields Tower, auch Elshieshield Tower oder Elchieshields Tower, ist ein Tower House nahe der schottischen Ortschaft Templand in der Council Area Dumfries and Galloway. 1971 wurde das Bauwerk in die schottischen Denkmallisten zunächst in der Kategorie B aufgenommen. Die Hochstufung in die höchste Denkmalkategorie A erfolgte 1988.

## Geschichte
Vermutlich wurde in den 1420er Jahren ein Wehrturm am Standort erbaut. Teile dieses Vorgängerbauwerks wurden vermutlich in den um 1567 datierten Bau von Elshieshields Tower integriert. Im Laufe des 18. Jahrhunderts wurde an der Westseite ein Wohngebäude hinzugefügt, das in den beiden folgenden Jahrhunderten erweitert wurde.

## Beschreibung
Elshieshields Tower liegt isoliert am rechten Ufer des Water of Ae rund 1,5 km westlich von Templand. Der dreistöckige Wehrturm weist einen L-förmigen Grundriss auf. Der Treppenturm, welcher die kurze Seite des Ls bildet, ist zwei Stockwerke höher geführt. Das abschließende Satteldach ist mit Staffelgiebel gestaltet. Am Fuße befindet sich das Eingangsportal, das zu der innenliegenden Wendeltreppe führt. Oberhalb des dritten Stockwerks kragt im Gebäudeinnenwinkel ein Treppentürmchen aus, das ebenso wie die drei Ecktourellen an den Gebäudekanten mit einem Kegeldach abschließt. Die Fassaden sind mit Harl verputzt.
Das direkt anschließende Wohngebäude war ursprünglich zweistöckig, wurde jedoch im späten 19. Jahrhundert aufgestockt. Die Südfassade ist fünf Achsen weit und mit Lukarnen gestaltet. Ausluchten flankieren das hervortretende Eingangsportal. An der Rückseite tritt ein Treppenturm heraus. Links von diesem befindet sich ein Portal mit Tudorbogen aus dem 19. Jahrhundert. Während die Fassaden des Wohngebäudes verputzt sind, besteht das Sichtmauerwerk des abgehenden flacheren Anbaus aus rotem Sandstein.